# فريدريك تي مور جونيور
فريدريك تي مور جونيور (بالإنجليزية: Frederick T. Moore, Jr.)‏ هو ضابط أمريكي، ولد في 18 مايو 1914 في بوسطن في الولايات المتحدة، وتوفي في 2 أغسطس 1969 في بينساكولا في الولايات المتحدة.